# スロットル2号
スロットル2号（-すろっとる2ごう-）は、1982年に太陽電子が開発、発売したアレンジフィーバー機。

## ゲーム方法
- ゲームは、従来のアレンジボールと同じで、入賞ラインによる得点に応じてコインが払い出される。
- 役の抽選は、ゲーム開始ごとに行われる。
- 3桁のデジタルの内、一つ又は二つ「7」が出れば「小当たり」で、チューリップが2秒開く。
- デジタルが「777」となれば、大当たりでチューリップが5.8秒開く。
- この時点で、特チューの入賞は固く、通常時に入賞困難な「特入賞」ナンバーが入賞したことになる。
- 以後は、「打ち止め」までゲームを消化する。